# Panormu
Panormu (gr: Πανόρμου) – stacja metra ateńskiego na linii 3 (niebieskiej). Została otwarta 28 stycznia 2000. Stacja znajduje się pod Aleją Panormou.